# Runenbildsteine von Sjonhem
Die Runenbildsteine von Sjonhem auf der schwedischen Insel Gotland (G 134 und G 135) sind zwei nahezu gleichartig gestaltete Runensteine in Form gotländischer Bildsteine aus Kalkstein mit überwiegend randständigen Runeninschriften im Schlangenband. Beide Steine sind im oberen Bereich beschädigt, so dass die Schlangenköpfe (falls sie dargestellt waren) fehlen. Die Steine stehen heute in Gotlands Fornsal in Visby.

## G 134
G 134 ist einer der Waräger-Runensteine und erzählt von der gleichen Familie wie die Steine G 135 und G 136. 
Der Stein wurde in der kunstvollen Ornamentik des gotländischen Runensteinstils im 11. Jahrhundert erstellt. Der bunte, pilzförmige Bildstein wurde von Rodvisl und Rodälv zur Erinnerung an Rodfos aufgestellt, der bei einem Besuch der Walachei heimtückisch getötet wurde.

## G 135
G 135 ist einer der Ostsee-Runensteine und erzählt von der gleichen Familie wie die Steine G 134 und G 136. Der Stein wurde in der kunstvollen Ornamentik des gotländischen Runensteinstils im 11. Jahrhundert erstellt. Der bunte, pilzförmige Bildstein wurde in Erinnerung an einen Mann errichtet, der in Ventspils in Lettland starb. Wenn man von Gotland aus östlich segelt war Ventspils (dt. Windau) in Kurland der nächstgelegene Hafen und ein beliebter Ort für handelsreisende Gotländer.